# GM HydroGen3
Das Brennstoffzellenfahrzeug General Motors / Opel HydroGen3 wurde weltweit in verschiedenen Demonstrationsprojekten eingesetzt und basierte auf einem Opel Zafira A.
Die Fahrzeuge hatten eine Brennstoffzelle von GM mit 200 Zellen und einer Leistung von 94 kW. Der Drehstromasynchronmotor bot 60 kW Dauerleistung.
Es gab vom HydroGen3 zwei Ausführungen, die sich in der Wasserstoffspeicherung unterschieden.
- Die erste Version hatte einen 68 Liter fassenden Tank für flüssigen Wasserstoff. Diese 4,8 kg Wasserstoff reichten für ca. 400 km.
- Die andere Version hatte Wasserstoffdrucktanks die bei 700 bar Druck etwa 2,8 kg Wasserstoff fassten, was für etwa 270 km Fahrstrecke reichte.

Die Höchstgeschwindigkeit betrug 160 km/h bei einer Beschleunigung von 0 bis 100 km/h in 16 Sekunden.

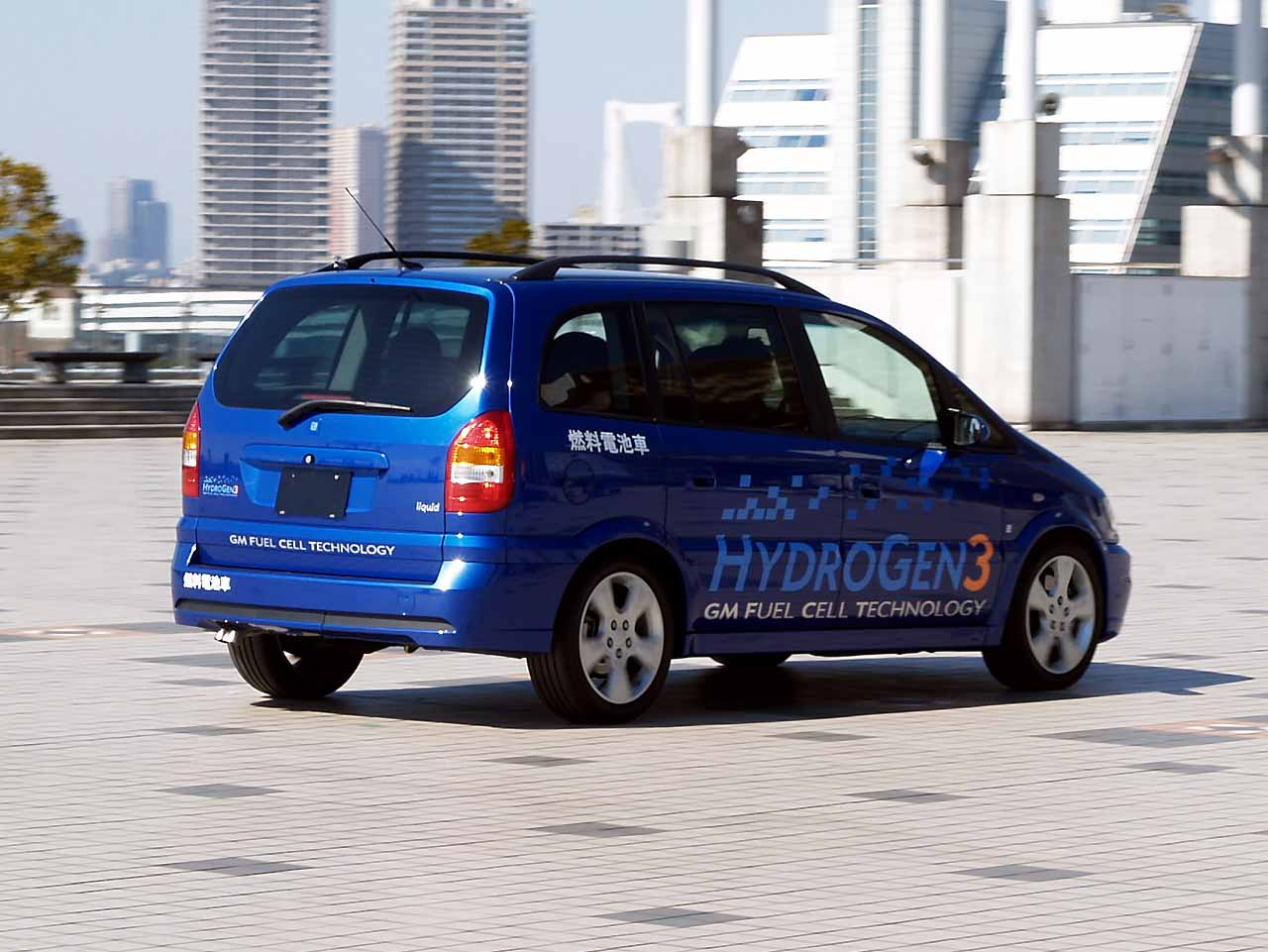
HydroGen3 während der FC Expo 2007 in Japan

Beide Modelle des HydroGen3 wurden in mehreren Exemplaren weltweit getestet.
- Zwei Exemplare hatten 2004 eine Rekordfahrt über fast 10.000 km von Hammerfest nach Lissabon quer durch Europa zurückgelegt.
- Ein Exemplar hat mit Heinz-Harald Frentzen am Steuer 2005 die Rallye Monte Carlo 2005 für Fahrzeuge mit alternativen Antrieben gewonnen.
- In Berlin war ein Exemplar im Demonstrationsprojekt Clean Energy Partnership (CEP) durch IKEA eingesetzt worden.
- Weitere Fahrzeuge wurden durch FedEX in Tokio und US Postal Service in Kalifornien getestet.
- Präsentationen und Testfahrten wurden auch mit spezifisch Lackierten und gebrandeten Fahrzeugen in China und Südkorea durchgeführt.

2006 präsentierte General Motors mit dem HydroGen4 ein Nachfolgemodell.